# Disco Soupe
Disco Soupe est une association française créée le 1er septembre 2012 à Paris, qui vise à lutter contre le gaspillage alimentaire. Le mouvement s'inscrit dans le secteur de l'économie sociale et solidaire et de l'innovation sociale. « Disco Soupe » est aussi le nom des événements organisés par l'association.

## Historique

### Origine du mouvement
Disco Soupe s’inspire du mouvement allemand Schnippel Disko, porté par l'association Slow Food. En 2012, un groupe d’étudiants Erasmus français à Berlin, découvre ce mouvement allemand  et choisit de le reproduire en France, faisant le constat que 40 % de la nourriture est jetée, dont une grande partie pour des raisons esthético-normatives. La première Disco Soupe a été organisée en France, le 11 mars 2012.
Le groupe nominal Schnippel Disko, que l’on pourrait traduire par « émincé disco », fait directement référence au concept des rassemblements. Des personnes de tous horizons se réunissent munies d’économes et cuisinent des légumes invendus des supermarchés sous forme de soupe, distribués gratuitement ensuite à la foule présente. À l’origine la rencontre avait lieu sous de la musique de style disco, mais s’est peu à peu étendu à tous les genres populaires.

### Objectifs, mission et fonctionnement
Disco Soupe a pour mission, au-delà de la sensibilisation et lutte contre le gaspillage alimentaire, l’ouverture et la convivialité. Le mouvement a un fonctionnement open source, les manifestations organisées sont donc ouvertes : n’importe qui peut organiser une Disco Soupe, tant qu’elle respecte les valeurs contenues dans les « discommandements  ». Ces valeurs sont l’accès et la participation de tous, la diffusion des principes anti-gaspillage, et l’indépendance vis-à-vis de toute affiliation politique, religieuse, ou de marques et entreprises. Le mouvement cherche à lutter contre l’utilisation de ces événements à des fins commerciales.
En outre, la musique est un élément central de l’organisation des disco soupes pour en garantir la convivialité.

### Évolution du mouvement
À la suite de la première Disco Soupe organisée en mars 2012, le mouvement organise 6 autres événements la même année. Les fondateurs participent notamment à la manifestation « Libérons les élections » le 31 mars 2012, au festival d’architecture Bellastock le 18 mai 2012. Ils investissent le Palais de Tokyo le 17 juin 2012, la fête de quartier de la place d'Aligre "Festiv'Aligre" le 22 septembre, et le 13 octobre, ils participent au Banquet des 5 000 organisé par Tristram Stuart à l’Hôtel de ville de Paris avec Canal+.
Cette campagne leur permet notamment d’investir dans une assurance à la MAIF ainsi qu’une formation homologuée de gestion des risques liés aux questions d’hygiène (HACCP), dans plus de 5 000 gobelets réutilisables et fabriqués en plastique recyclé par Esprit planète et destinés aux membres de la communauté en France, dans l’organisation d’événements de partage pour la communauté : le 26 janvier 2013 dans les locaux de la Croix-Rouge française, les 22 et 23 juin à Orléans pour l’assemblée générale de Disco Soupe.
La première Disco Soupe organisée hors de Paris a lieu en janvier 2013 à Rennes, lors d’un festival de punk.
En février 2013, a lieu la première assemblée du mouvement, et le projet associatif commence à être élaboré. La deuxième assemblée, en juin 2013, permet d’en affiner la gouvernance.
Le site internet de l’association est créé en 2014.
Au total, de janvier à juin 2014, 180 Disco Soupes ont eu lieu dans 86 villes et 10 pays, soit une Disco Soupe chaque jour en moyenne. En six mois, on estime que 25 000 kg de fruits et légumes ont été récupérés, et environ 30 000 repas ont été servis lors de Disco Soupes dans le monde.
En 2016, le mouvement est présent dans 25 pays sur 4 continents (sans compter, bien sûr,  Schnippel Disko).

## Organisation d'une Disco Soupe
L’organisation d’une disco soupe passe par différentes étapes clés. Les produits utilisés au cours de l’activité proviennent de maraîchers, des marchés d’intérêt national comme celui de Rungis.
Ces produits sont généralement des invendus, exclus des circuits de la distribution pour leur apparence, leur forme ou leur maturation trop avancée. Pour autant, ils sont encore comestibles. Lors de l’événement ils sont cuisinés pour réaliser des soupes et des salades. Bien souvent des entreprises comme Biocoop sont invités à collaborer et à fournir des assaisonnements. Des associations de cuisine itinérante contribuent aussi en prêtant leur matériel.
La Disco Soupe repose sur un principe collaboratif organisé sous forme de tiers-lieu itinérant. Les participants aux Disco Soupes sont des bénévoles, souvent mobilisés par les réseaux sociaux. Les participants peuvent aussi venir se joindre à la préparation sur le moment, afin de favoriser les rencontres. La collaboration et la participation collective sont au cœur de ces événements. Un des objectifs de l’activité est de générer du lien social. Ainsi, les recettes ne sont généralement pas définies à l’avance, mais c’est le savoir-faire collectif et la mise en commun du savoir qui permet la confection des plats,.
Les déchets alimentaires produits lors de l'événement sont réunis et distribués à des organismes pour en faire du compost.